# Amtsbezirk Gföhl
Der Amtsbezirk Gföhl ist eine ehemalige Verwaltungseinheit im Waldviertel in Niederösterreich.
Der Amtsbezirk war der Kreisbehörde in Krems an der Donau unterstellt und besorgte deren Amtsgeschäfte vor Ort. Die Zuständigkeit erstreckte sich neben Gföhl auf die damaligen Gemeinden Allentsgschwendt, Brunn am Walde, Tautendorf, Eisenbergeramt, Eisengraben, Felling, Gföhleramt, Niedergrünbach, Obergrünbach, Idolsberg, Jaidhof, Jeitendorf, Krumau
Ladings, St. Leonhard am Hornerwald, Lichtenau
Litsch- und Wurfenthalgraben, Loiwein, Marbach
Meisling, Mittelbergeramt, Motten, Mottingeramt, Ostra, Peygarten, Rastbach, Rastenfeld, Reittern, Schiltingeramt, Seeb, Senftenbergeramt, Taubitz und Wolfshoferamt.
Der Amtsbezirk umfasste dabei 34 Gemeinden mit 13.656 Einwohnern (lt. Zählung von 1851).